# Liste der Monuments historiques in Le Theil-de-Bretagne
Die Liste der Monuments historiques in Le Theil-de-Bretagne führt die Monuments historiques in der französischen Gemeinde Le Theil-de-Bretagne auf.

## Liste der Bauwerke
| Bezeichnung                  | Beschreibung | Standort        | Kennzeichnung         | Schutzstatus | Datum | Bild           |
| ---------------------------- | ------------ | --------------- | --------------------- | ------------ | ----- | -------------- |
| Kapelle Notre-Dame und Kreuz |              | Beauvais (Lage) | PA35000051/IA00007373 | Inscrit      | 2013  | weitere Bilder |

## Liste der Objekte
- Monuments historiques (Objekte) in Le Theil-de-Bretagne in der Base Palissy des französischen Kultusministeriums